# Al-Azraqi
Abū l-Walīd Muḥammad b. ʿAbd Allāh b. Aḥmad b. al-Walīd b. ʿUqba b. al-Azraq al-Ghassānī al-Makkī ((in arabo أبو الوليد محمد بن عبد الله بن أحمد بن محمد بن الوليد بن عقبة بن الأزرق الغساني المكي‎?; La Mecca, ... – 864) è stato uno storico arabo.
Commentatore e storico, fu l'autore del Kitāb akhbār Makka (Il libro delle informazioni su Mecca). Era di una famiglia che viveva alla Mecca da secoli e su questa città egli raccolse tradizioni e informazioni utili a capirne le dinamiche urbane e culturali di cui fu protagonista importante in Arabia fin dall'età della Jāhiliyya.
Il manoscritto di base degli Akhbār Makka si trova a Leida  Un'edizione fu curata nel XIX secolo da Ferdinand Wüstenfeld. In Italia una parte del testo è stata curata dal prof. Roberto Tottoli.